# Sliedrecht
Sliedrecht (dân số: 23.837 người trong năm 2004) là một đô thị ở phía tây Hà Lan, trong tỉnh Zuid-Holland. Đô thị này có diện tích 14 km² (trong đó 1,22 km² là mặt nước).